# Bogacka Szklarnia
Bogacka Szklarnia (niem. Bodlander Glashütte) – wieś w Polsce położona w województwie opolskim, w powiecie kluczborskim, w gminie Kluczbork.